# Wilhelm-Exner-Medaille

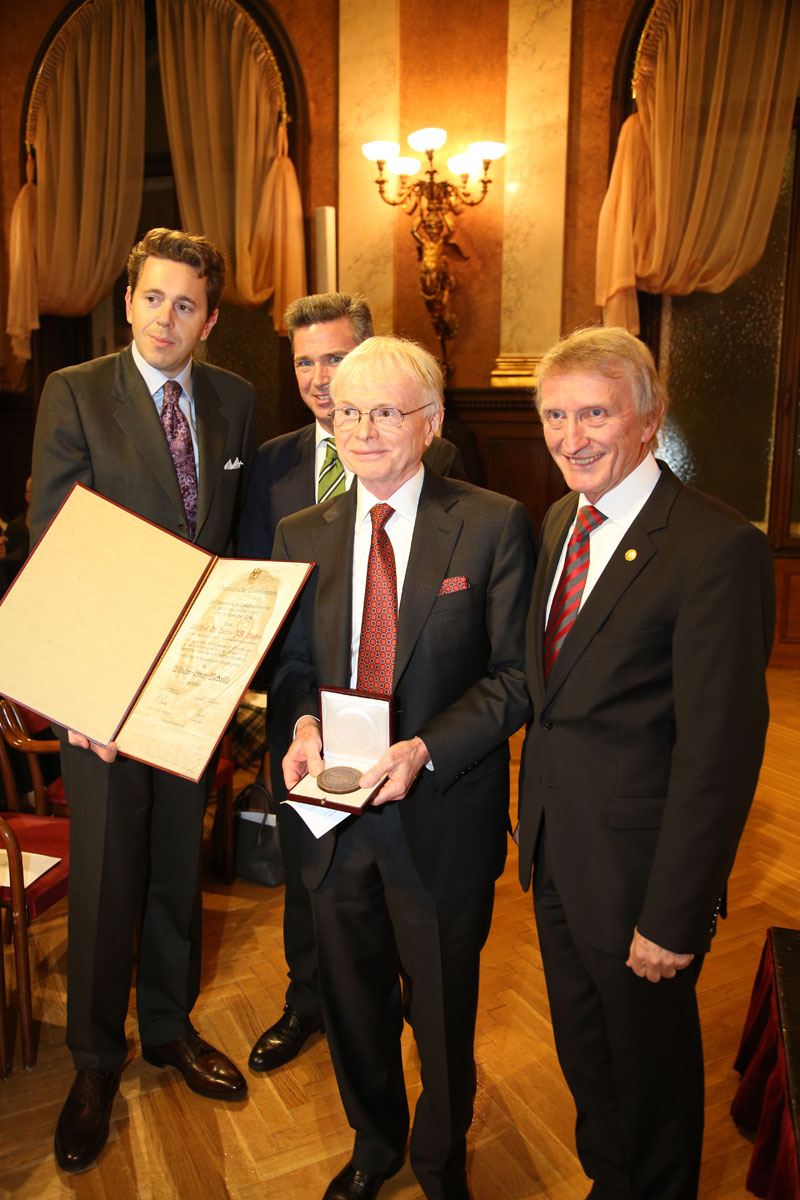
Verleihung 2014

Die Wilhelm-Exner-Medaille ist eine österreichische Auszeichnung für herausragende Wissenschaftler und Forscher und wird von der Wilhelm-Exner-Stiftung des Österreichischen Gewerbevereins vergeben.

## Geschichte
Die Wilhelm-Exner-Medaille wurde im Jahr 1921 anlässlich des 60-jährigen Mitgliedsjubiläums von Wilhelm Exner im Österreichischen Gewerbeverein (ÖGV) ins Leben gerufen. Ziel war es, Persönlichkeiten zu ehren, die – dem Vorbild Exners folgend – durch wissenschaftliche Leistungen die wirtschaftliche Entwicklung maßgeblich gefördert haben. Exner selbst zählte gemeinsam mit Carl Auer von Welsbach und Oskar von Miller zu den ersten drei Trägern der Auszeichnung.
Die Stiftung, unter deren Schirmherrschaft die Medaille vergeben wird, wurde 1921 vom ÖGV gegründet. Ihr Zweck besteht in der Förderung wissenschaftlicher Leistungen mit konkretem wirtschaftlichem Nutzen. 2021, anlässlich des 100-jährigen Bestehens, wurde die Stiftung im Sinne einer organisatorischen Neubelebung erneut durch den ÖGV ins Leben gerufen.
Die Medaille wurde vom renommierten Medailleur Stefan Schwartz entworfen.

## Grundsätze der Verleihung
Die Wilhelm-Exner-Medaille wird an Persönlichkeiten verliehen, die durch ihre wissenschaftlichen Leistungen die Wirtschaft in besonderer Weise gefördert haben. Die Auszeichnung richtet sich an Forscherinnen und Forscher, deren Arbeiten eine direkte oder indirekte Wirkung auf industrielle und gewerbliche Entwicklungen entfalten. Dieses Auswahlkriterium folgt dem Leitbild Wilhelm Exners, der Wissenschaft und Unternehmertum als eng verbundene Kräfte für gesellschaftlichen Fortschritt betrachtete.
Die Medaille wird jährlich vom Österreichischen Gewerbeverein über die Wilhelm-Exner-Stiftung vergeben. Die Auswahl der Preisträger erfolgt durch ein Gremium, das sich aus Mitgliedern der Stiftung und früheren Medaillenträgern zusammensetzt.

## Aussehen
Die Bronze-Medaille hat einen Durchmesser von 7,5 cm und ein Gewicht von 196,47 g. Auf der Vorderseite trägt sie Bild und Namenszug Wilhelm Exners; unten rechts am Ansatz der Büste befindet sich die Signatur „St Schwartz“. Auf der Rückseite ist der Name des Preisträgers und das Jahr der Verleihung geprägt sowie die Umschrift „Wilhelm-Exner-Medaille des Österreichischen Gewerbevereins in Wien“. Umlaufend ist die Inschrift „Exner-Medaille des N. Ö. Gewerbevereines in Wien“ eingeprägt.

## Wilhelm Exner-Lectures
Um die neuen Wilhelm Exner-Medaillen-Träger zu ehren, bieten die Exner-Vorlesungen ein Symposium, auf dem die ausgezeichneten Wissenschaftler ihre aktuellen Forschungsthemen vorstellen. Die Vorträge ergänzen die feierliche Verleihung der Medaille und bieten die Möglichkeit, Wirtschaft und Wissenschaft zusammenzubringen.

## Preiskomitee
Die Auswahl der Träger der Wilhelm-Exner-Medaille erfolgt durch ein mehrstufiges Nominierungsverfahren. Vorschläge können von Mitgliedern des Österreichischen Gewerbevereins, früheren Medaillenträgern sowie ausgewählten Experten aus Wissenschaft und Wirtschaft eingereicht werden. Die eingegangenen Nominierungen werden von einem Preiskomitee geprüft, das sich aus Mitgliedern der Wilhelm-Exner-Stiftung (unter anderem von Hans Sünkel und Anton Zeilinger) und Vertretern des Österreichischen Gewerbevereins zusammensetzt. Dieses Gremium bewertet die Kandidaten anhand ihrer wissenschaftlichen Leistungen und deren wirtschaftlicher Relevanz. Die endgültige Entscheidung über die Vergabe der Medaille trifft der Vorstand der Wilhelm-Exner-Stiftung.

## Preisträger
Unter den über 240 Preisträgern befinden sich 24 Nobelpreisträger (Stand 2024).
- 1921: Carl Auer von Welsbach, Wilhelm Exner, Oskar von Miller
- 1922: Carl von Linde
- 1923: Alfred Collmann, Josef Maria Eder, Hubert Engels, Wilhelm Ostwald (Nobelpreis für Chemie, 1909), Rudolf Wegscheider
- 1924: Carl von Bach
- 1925: Rudolf Halter
- 1926: Georg Graf von Arco, Michael Hainisch, Ernst Krause
- 1927: Hugo Junkers, Heinrich Mache
- 1928: Friedrich Gebers, Mirko Roš
- 1929: Fritz Haber (Chemie, 1918), Paul Ludwik
- 1930: Johann Kremenezky, Hermann Michel, Johannes Ruths
- 1931: Rudolf Saliger, Carl Hochenegg
- 1932: Friedrich Ignaz von Emperger, Otto Waldstein, Carl Bosch (Chemie, 1931)
- 1934: Hermann F. Mark, Guglielmo Marconi (Physik, 1909)
- 1935: Wolf Johannes Müller, Arne Frederic Westgren
- 1936: Franz Fischer, Ferdinand Porsche, Ernest Rutherford (Chemie, 1908)
- 1937: Friedrich Bergius (Chemie, 1931), Harold Hartley, Ernst Späth
- 1951: Eduard Heinl, Karl Holey, Ludwig Prandtl
- 1952: Richard Kuhn (Chemie, 1938), Gustav Adolf Schwaiger
- 1953: Karl Girkmann, Hans Lieb
- 1954: Gustav Franz Hüttig, Berta Karlik, Geoffrey Ingram Taylor, Eduardo Torroja
- 1955: Ferdinand Campus, Bernhard Moritz Gerbel, Paul Schwarzkopf
- 1956: Johan Arvid Hedvall, Christopher Hinton, Franz Holzinger, Heinrich Sequenz
- 1957: Erika Cremer, Fritz Feigl, Alexander Fleck, Josef Mattauch, Pier Luigi Nervi, Erich Schmid
- 1958: Otto Hahn (Chemie, 1944)
- 1959: Richard Neutra, Reinhard Straumann, Carl Wagner
- 1960: Howard Walter Florey (Medizin, 1945), Eugène Freyssinet, Lise Meitner
- 1961: John Cockcroft (Physik, 1951), Paul Harteck, Rudolf Vogel
- 1962: Albert Caquot, Theodore von Kármán, Franz Patat
- 1963: Eduard Justi, William B. Shockley (Physik, 1956), Philip Sporn
- 1965: Adolf Pucher, Fritz Regler, Adolf Slattenschek
- 1966: Henry Charles Husband, Fritz Stüssi, Friedrich Wessely
- 1967: Karl Kordesch, William Penney, Max Ferdinand Perutz (Chemie, 1962)
- 1968: Leopold Küchler, Richard Kwizda, Adolf Leonhard
- 1969: Wernher von Braun, Wolfgang Gröbner, Hans Nowotny, Hermann Oberth, Philip Weiss, Konrad Zuse
- 1970: Otto Kratky, Alastair Pilkington, Charles H. Townes (Physik, 1964), Herbert Trenkler
- 1971: Willibald Jentschke, Hans List, Karl Ziegler (Chemie, 1963), Günther Wilke
- 1972: Eberhard Spenke, Heinz Zemanek
- 1973: Otto Hromatka, Richard Kieffer, Bruno Kralowetz, Otto Kraupp, Guido von Pirquet (post mortem)
- 1974: Godfrey Hounsfield (Medizin, 1979), Peter Klaudy, Siegfried Meurer, Roland Mitsche
- 1975: Herbert Döring, Klaus Oswatitsch, Ladislaus von Rabcewicz, August F. Witt
- 1976: Ferdinand Beran, Ferdinand Steinhauser, Theodor Wasserrab
- 1977: Viktor Hauk, Fritz Paschke, Erwin Plöckinger, Hans Scherenberg
- 1978: Max Auwärter, Friedrich L. Bauer, Hans Tuppy
- 1979: Alfred Kastler (Physik, 1966), Winfried Oppelt, Ferry Porsche, Christian Veder
- 1980: Ernst Fehrer, Otto Hittmair, Willem Kolff
- 1981: Anton Pischinger, Josef Schurz, Adriaan van Wijngaarden
- 1982: Hendrik Casimir, Edmund Hlawka, Stanley Hooker
- 1983: Ernst Brandl, Walter Heywang, Kurt Magnus
- 1984: Adolf Birkhofer, Karl Rinner, Egon Schubert
- 1985: Ernst Fiala, Heinz Maier-Leibnitz, Helmut Rauch
- 1986: Gerhard Dorda, Viktor Gutmann, Horst Dieter Wahl
- 1987: Reimar Lüst, Karl Alexander Müller (Physik, 1987), Otto Vogl
- 1988: Hubert Bildstein, Gyözö Kovács, Helmut Zahn
- 1990: Karl Kraus, Takeo Saegusa, Gernot Zippe
- 1991: Michael J. Higatsberger, Karl Schlögl, Herwig Schopper
- 1992: Peter Komarek, Willibald Riedler, Karl Hermann Spitzy
- 1993: Hellmut Fischmeister, Hans Junek, Aladar Szalay
- 1994: Max Birnstiel, Siegfried Selberherr, Josef Singer
- 1995: Gottfried Biegelmeier, Bruno Buchberger, Jozef Schell
- 1996: Ingeborg Hochmair-Desoyer, Herbert Mang, Bengt Gustaf Rånby, Heinrich Ursprung
- 1997: Hans A. Leopold, Klaus Pinkau, Charles Weissmann
- 1998: Heinz Engl, Heiner Ryssel, Uwe B. Sleytr
- 1999: Henry Baltes, Gottfried Konecny, Peter Schuster
- 2000: Heinz Brandl, Rudolf Rigler, Heinz Saedler
- 2001: Georg Brasseur, Artur Doppelmayr, Friedrich Dorner
- 2002: Hermann Katinger, Ferdinand Piëch, Andreas Plückthun
- 2003: Dietrich Kraft, Helmut List, Hans Sünkel
- 2004: Andreas Ullrich, Meir Wilchek
- 2005: Hermann Kopetz, Jan Egbert de Vries, Anton Zeilinger
- 2006: Hannes Bardach, Shuguang Zhang
- 2007: Wolfgang L. Zagler, Peter Palese
- 2008: Zdeněk Bažant, Wolfgang Knoll
- 2009: Christian Wandrey, Alan Fersht
- 2010: Ada Yonath (Chemie, 2008), Bertil Andersson
- 2011: Manfred Eigen (Chemie, 1967), Michael Grätzel
- 2012: Theodor Hänsch (Physik, 2005), Robert Langer, Friedrich Prinz
- 2013: Heinz Redl, Joseph M. Jacobson
- 2014: Thomas J. R. Hughes
- 2015: Gregory Winter (Chemie, 2018)
- 2016: Emmanuelle Charpentier (Chemie 2020), Gero Miesenböck, Stefan Hell (Chemie, 2014), Johann Eibl
- 2017: Fabiola Gianotti, Chad A. Mirkin
- 2018: Zhenan Bao, A. Paul Alivisatos, Thomas Jennewein, Gregor Weihs
- 2019: Joseph M. DeSimone
- 2020: Edward S. Boyden
- 2021: Katalin Karikó (Medizin, 2023), Luisa Torsi
- 2023: Omar M. Yaghi, Daniel G. Anderson, Thuc-Quyen Nguyen
- 2024: Ferdi Schüth, Giulio Superti-Furga